# Michel Blanc
Michel Blanc (Courbevoie, 16 april 1952 – Parijs, 3 oktober
2024) was een Frans acteur, scenarioschrijver en incidenteel filmregisseur. Hij won op het Filmfestival van Cannes van 1986 de prijs voor beste acteur voor zijn rol in de tragikomedie Tenue de soirée en op dat van 1994 die voor beste script voor de komedie Grosse fatigue. Voor laatstgenoemde film werd hij daar dat jaar ook genomineerd voor de Gouden Palm.
Blanc verscheen in 1975 voor het eerst in een avondvullende film met een naamloos rolletje als kamerheer van Lodewijk de vijftiende in het historische oorlogsdrama Que la fête commence. Sindsdien speelde hij rollen in meer dan 55 films, meer dan 65 inclusief die in televisiefilms. Enkele jaren na zijn acteerdebuut begon Blanc ook scenario's te schrijven. Daarvan zag hij er inmiddels meer dan tien verfilmd, waarvan Marche à l'ombre (1984), Grosse fatigue (1994), Mauvaise passe (1999), Embrassez qui vous voudrez (2002) en Voyez comme on danse (2018) door hemzelf als regisseur. Zowel zijn acteer- als schrijfwerk bleef niet onopgemerkt bij de organisatie die jaarlijks de Césars uitreikt. Als acteur werd Blanc genomineerd voor zijn rollen in Tenue de soirée (1986), Monsieur Hire (1989), Je vous trouve très beau (2005) en Les témoins (2007). Voor de César voor beste script werd hij daarnaast genomineerd voor zowel Grosse fatigue (1994) als Embrassez qui vous voudrez (2002) en voor die voor beste debuterend regisseur voor Marche à l'ombre (1984), alle drie films met een komische inslag.
Blanc overleed op 3 oktober 2024 in een ziekenhuis in Parijs.

## Filmografie

### Als acteur
*Exclusief 5+ televisiefilms
| - Les Tuche 4 (2021) - Voyez comme on danse (2018) - Raid dingue (2017) - Un petit boulot (2016) - Les nouvelles aventures d'Aladin (2015) - Les souvenirs (2014) - The Hundred-Foot Journey (2014) - Demi-sœur (2013) - L'exercice de l'État (2011) - Et soudain tout le monde me manque (2011) - Une petite zone de turbulences (2009) - La fille du RER (2009) - Musée haut, musée bas (2008) - Nos 18 ans (2008) - Le deuxième souffle (2007) - Les témoins (2007) - Les bronzés 3: amis pour la vie (2006) - Je vous trouve très beau (2005) - Madame Edouard (2004) - Embrassez qui vous voudrez (2002) - Les Grands Ducs (1996) - Prêt-à-Porter (1994) - Il mostro (1994) - Grosse fatigue (1994) - Toxic Affair (1993) - Prospero's Books (1991) - The Favour, the Watch and the Very Big Fish (1991) - Les secrets professionnels du Dr Apfelglück (1991) - Merci la vie (1991) - Uranus (1990) - Strike It Rich (1990) - Chambre à part (1989) - Monsieur Hire (1989) - Sans peur et sans reproche (1988) - Une nuit à l'Assemblée Nationale (1988) | - Les Fugitifs (1986) - Je hais les acteurs (1986) - Tenue de soirée (1986) - Drôle de samedi (1985) - Nemo (1984) - Marche à l'ombre (1984) - Retenez-moi... ou je fais un malheur! (1984) - Papy fait de la résistance (1983) - Circulez y a rien à voir! (1983) - Le père Noël est une ordure (1982) - Ma femme s'appelle reviens (1982) - Viens chez moi, j'habite chez une copine (1981) - Le Cheval d'orgueil (1980) - Rien ne va plus (1979) - La gueule de l'autre (1979) - Les bronzés font du ski (1979) - Cause toujours... tu m'intéresses! (1979) - L'adolescente (1979) - Les héros n'ont pas froid aux oreilles (1979) - Les bronzés (1978) - La tortue sur le dos (1978) - Chaussette surprise (1978) - Le beaujolais nouveau est arrivé (1978) - Le point de mire (1977) - Vous n'aurez pas l'Alsace et la Lorraine (1977) - Des enfants gâtés (1977) - Le diable dans la boîte (1977) - Cours après moi que je t'attrape (1976) - On aura tout vu (1976) - Le locataire (1976) - L'ordinateur des pompes funèbres (1976) - Je t'aime moi non plus (1976) - La meilleure façon de marcher (1976) - Attention les yeux! (1976) - Que la fête commence (1975) |

### Als schrijver
| - Une petite zone de turbulences (2009) - Les bronzés 3: amis pour la vie (2006) - Embrassez qui vous voudrez (2002) - Mauvaise passe (1999) - Il mostro (1994) - Grosse fatigue (1994) | - Les spécialistes (1985) - Marche à l'ombre (1984) - Ma femme s'appelle reviens (1982) - Viens chez moi, j'habite chez une copine (1981) - Les bronzés font du ski (1979) - Les bronzés (1978) |

### Als regisseur
- Voyez comme on danse (2018)
- Embrassez qui vous voudrez (2002)
- Mauvaise passe (1999)
- Grosse fatigue (1994)
- Marche à l'ombre (1984)

- Bibsys: 12007259
- Biblioteca Nacional de España: XX1119162
- Bibliothèque nationale de France: cb12424055s (data)
- Catàleg d'autoritats de noms i títols de Catalunya: 981058608726706706
- Gemeinsame Normdatei: 131440241
- International Standard Name Identifier: 0000 0000 8362 2702
- Library of Congress Control Number: n92068877
- MusicBrainz: c76dba60-0075-425b-83ea-fad8c63347f8
- Nationale Bibliotheek van Tsjechië: xx0151974
- Nationale Bibliotheek van Israël: 987007449951705171
- Nederlandse Thesaurus van Auteursnamen: 100811809
- Réseau des bibliothèques de Suisse occidentale: 02-A012324592
- Istituto Centrale per il Catalogo Unico: RAVV345051
- SNAC: w6dj955s
- Système universitaire de documentation: 033367620
- Virtual International Authority File: 19768205
- WorldCat: E39PBJhGYjQyfVbmWhq4WJXjmd